# Indigirka
Die Indigirka (russisch Индигирка; jakutisch Индигир, Indigir) ist ein 1726 km langer Fluss in der Republik Sacha (Jakutien) im Fernen Osten Russlands.
Mit ihrem Quellfluss Chastach ist sie 1977 km lang. Sie entspringt im Ulus Oimjakon, fließt dann durch die Ulusse Moma und Abyj und mündet im Ulus Allaicha ins Nordpolarmeer.

## Flusslauf
Die Indigirka entsteht aus den Quellflüssen Chastach und Taryn-Jurjach, welche im Chankankamm der Suntar Chajata entspringen. Zunächst wendet sich der Fluss in Richtung Norden, um durch das Hochland von Oimjakon und über Oimjakon zum Tscherskigebirge zu fließen, welches in einem engen, langen und windungsreichen Durchbruchstal durchquert wird. Nach dem Verlassen des Tscherskigebirges passiert die Indigirka den Nördlichen Polarkreis und erreicht dann das Momagebirge, welches sie im Nordwesten umfließt. Dort gelangt sie in das weite Jana-Indigirka-Tiefland (Westteil des Ostsibirischen Tieflands), in dem sie ein etwa 5500 km² großes Mündungsdelta in die Ostsibirische See ausbildet.
Die größten Nebenflüsse sind von rechts Nera, Moma und Badjaricha, von links Elgi, Selennjach, Ujandina, Allaicha und Bjorjoljoch.
Die Indigirka ist im Mittellauf um Ust-Nera, oberhalb des an Stromschnellen reichen Durchbruchs durch das Tscherskigebirge für kleinere Schiffe befahrbar. Nördlich des Tscherskigebirges ist sie ab der Einmündung der Moma bis zur Mündung schiffbar.

## Landschaftsbild
Die Landschaft an der Indigirka wird von den borealen Nadelwäldern der Taiga beherrscht, die in Richtung Küste in die Waldtundra und Tundra übergeht.

## Geschichte und Abenteuer
Die Indigirka wurde zweimal auf ihrer gesamten Strecke von einem Team um A. Gluschkow in Kajaks befahren. In den Stromschnellen im Tscherskigebirge ertranken in den 1930er Jahren die Besatzungen zweier Kanus. Die Strecke Ust-Nera bis Belaja Gora befuhren 2003 mit einem Faltboot Alexander und Barbara Krebs-Gehlen.
Der Fluss ist Namensgeber für einen Salat aus gefrorenem Fisch.